# Nudi e felici
Nudi e felici (Wanderlust) è un film del 2012 diretto da David Wain, con Jennifer Aniston e Paul Rudd.
Costato 35 milioni di dollari, negli Stati Uniti il film è riuscito ad incassarne soltanto 21, nonostante le critiche generalmente positive.

## Trama
George e Linda sono una coppia felice. Decidono di acquistare un loft nel West Village di New York, ma purtroppo George viene licenziato, e contemporaneamente, Linda non riesce a vendere il suo documentario sui pinguini alla TV. Si trasferiscono quindi ad Atlanta per raggiungere il fratello di George. Lungo il percorso si fermano in un bed and breakfast gestito da una comunità vegana che pratica il nudismo. Il giorno dopo ripartono per Atlanta, ma ben presto si rendono conto che vivere in questa città non è per nulla semplice, perché il fratello di George non perde occasione per deriderlo e umiliarlo. Decidono quindi di tornare al B&B, per provare a vivere presso la comunità naturistico-vegana a condizione di restarci per almeno due settimane.
Linda inizia ad apprezzare gli usi di quella comunità: dal diventare vegani alla possibilità di praticare l'amore libero, mentre George comincia a capire che quella non è la vita che fa per lui. Nella comunità vive anche Wayne, che sta scrivendo un romanzo politico con il quale spera di ottenere un grande successo. Un giorno un'impresa decide di espropriare il B&B, per costruire un mega casinò. Durante una manifestazione contro l'esproprio, Linda grazie al gesto di protesta di togliersi la maglietta, finisce in televisione creando scalpore, riuscendo a ritardare l'inizio dei lavori. Purtroppo il vecchio fondatore della comunità, Cop, non riesce a trovare l'atto di proprietà con cui nel 1971 aveva acquistato il terreno con alcuni compagni e quindi dimostrare che non erano abusivi.
Al termine del periodo di prova George lascia la comunità, mentre Linda rimane, persuasa anche da Seth, il Guru di Elysium. Seth in realtà, aveva trovato l'atto di proprietà ma l'aveva distrutto in accordo con il costruttore in cambio di soldi con cui aveva acquistato un appartamento a Miami per andare a vivere con Linda, anteponendo i suoi interessi a quelli degli altri, e tradendo i suoi compagni. Infine George torna da Linda, Seth viene smascherato e viene trovata un'altra copia dell'atto di proprietà. Finalmente la comunità può tornare a vivere tranquilla e George e Linda tornano a New York per aprire una piccola casa editrice.